# تادئوس ساریان
تادئوس ساریان (ارمنی: Թադևոս Սարյան؛ ۲۸ آوریل ۱۹۰۳ – ۲۳ سپتامبر ۱۹۷۴) یک بازیگر و کارگردان اهل ارمنستان بود. وی بین سال‌های ۱۹۲۸ تا ۱۹۶۴ میلادی فعالیت می‌کرد.

## زندگی‌نامه
وی با نام اصلی تادئوس خاچاطوری تر-گریگوریان (ارمنی: Թադևոս Խաչատուրի Տեր-Գրիգորյան) در ۲۸ آوریل ۱۹۰۳ در ایروان به دنیا آمد . همچنین برندهٔ جوایزی همچون نشان پرچم سرخ کار و  هنرمند مردمی ارمنستان شوروی شده‌است. وی در ۲۳ سپتامبر ۱۹۷۴ در سن ۷۱ سالگی در ایروان درگذشت.

## گزیده فیلمشناسی
از فیلم‌ها یا برنامه‌های تلویزیونی که وی در آن نقش داشته است می‌توان به سیل کوهستانی، استاد و خدمتکار (فیلم)، دختر دشت آرارات اشاره کرد.

## نگارخانه

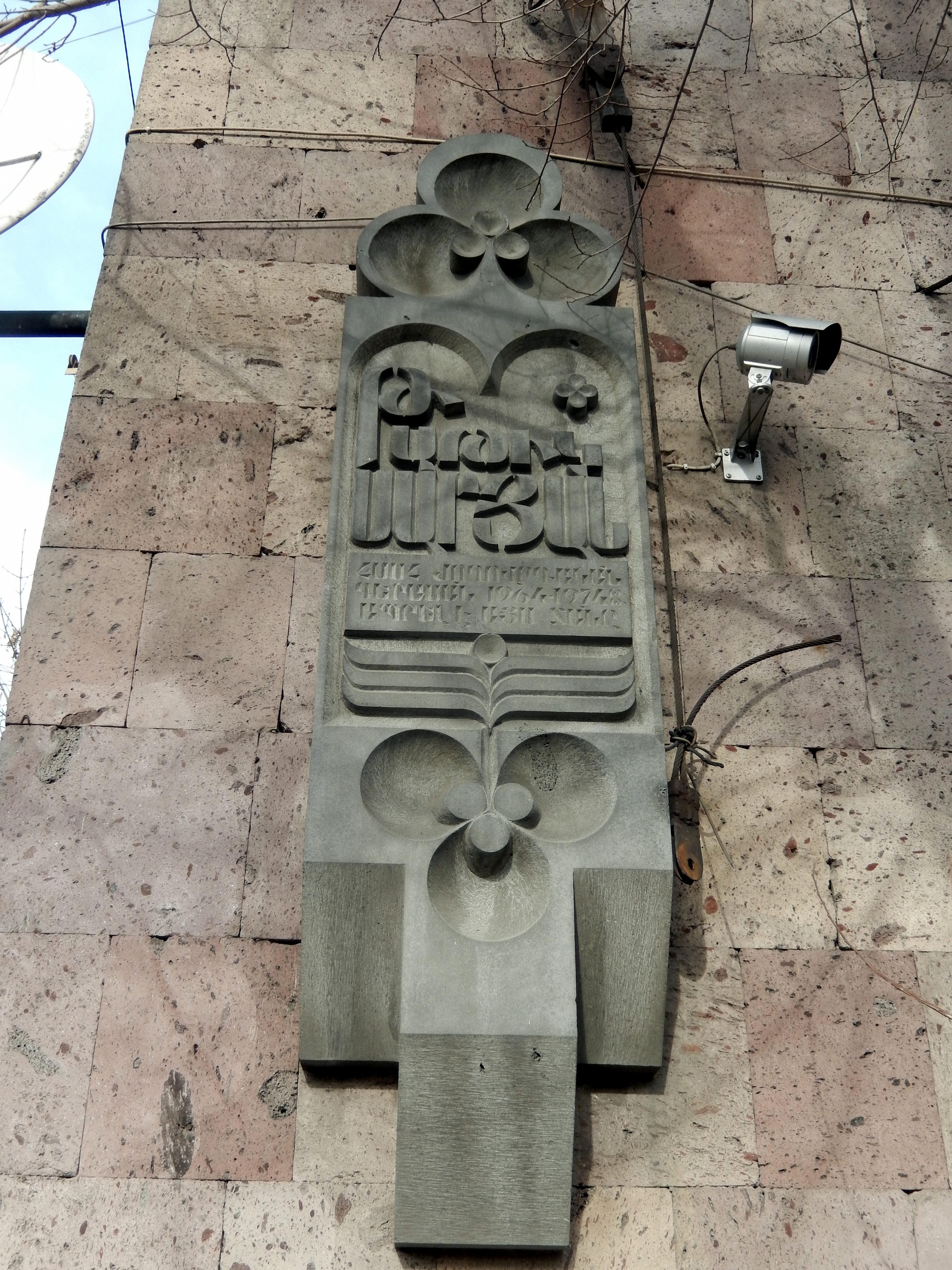